# Beothuk jezik
Beothuk jezik (ISO 639-3: bue), izumrli jezzik Beothuk Indijanaca koji se govorio do njihovog uništenja od strane Micmac Indijanaca, 1820-tih godina, govorio na području kanadske provincije Newfoundland.
Jezik beothuk činio je samostalnu izoliranu porodicu zbog nesrodnosti sa svim ostalim poznatim jezicima. Prema jednoj, sada nepriznatoj klasifikaciji, bio je dio velike porodice algonquian-wakashan, gdje ga je Edward Sapir smjestio 1914. zajedno s jezicima porodica algonkin, sališ, wakaš, yurok, and wiyot

## Vanjske poveznice
- Ethnologue (14th)
- Ethnologue (15th)
- Ethnologue (16th)